# Apollini Sacra
Apollini Sacra var ett lärt sällskap eller så kallad akademi i Uppsala grundat 1767 av Olof Bergklint, Olof Kexél med flera. Sällskapets sinnebild var en liten silverpipa (fistula) med den latinska inskriften Apollini sacra ("Helgad åt Apollon").
Apollini Sacra var ett av de fem mer inflytelserika akademierna av samma slag som var aktiva i Sverige under 1700-talet, jämsides med Tankebyggarorden, Utile Dulci, Kungliga Vetenskaps- och Vitterhetssamhället i Göteborg och Aurora i Åbo i svenska Finland. Det grundades, liksom Aurora, som dotterakademi till Utile Dulci i Stockholm.
Dess kvarvarande protokoll slutar 1779, samtidigt som Kexél startar sällskapet Par Bricole. Sällskapets aktivitet avstannade i slutet av 1780-talet och höll sitt sista möte 1793.